# 사랑공포증
사랑공포증(Philophobia, 그리스어: φίλος - filos, "총애 받는, 사랑하는" and φόβος - phobos, "공포")은 사랑하거나 사랑에 빠지는 것에의 공포이다. 과거의 사랑과 관련된 모든 정서적인 혼란에 직면했을 때 만성적인 공포 장애가 될 수 있기 때문에 위험하다.

## 같이 보기
- 공포증 목록